# Леопольд I (князь Ангальт-Дессау)
Леопольд I Ангальт-Дессауский (нем. Leopold I von Anhalt-Dessau; 3 июля 1676, Дессау — 9 апреля 1747, Дессау) — прусский полководец, князь Ангальт-Дессау. Сын Иоганна Георга II и Генриетты Катарины Нассау-Оранской.
Леопольд I вошёл в историю прусской армии под прозвищем «Старый дессаусец», прославился в частности введением в прусской армии солдатской муштры. Возведённый королём Фридрихом I в звание фельдмаршала в 1712 году, Леопольд отличился успешными действиями в войне за испанское наследство.
В 1715 году Леопольд был назначен командующим прусско-саксонскими войсками в войне против Карла XII Шведского.
Был личным другом прусского короля Фридриха Вильгельма I. Его последним успехом на военном поприще стала победа прусских войск под его командованием в битве под Кессельсдорфом в 1745 году над саксонцами во время Второй Силезской войны.

## Биография
В 1688 году, в возрасте 12 лет получил от императора Леопольда I шефство над пехотным полком. В 1693 году, после смерти своего отца, стал полковником и командиром полка на военной службе курфюрста Бранденбурга, стал владетельным князем Ангальт-Дессау с территорией в 10 км² и с населением в 30 тысяч человек. Во главе полка он отличился при осаде Намюра в 1695 году и был произведён в генерал-майоры.
После Рисвикского мира Леопольд усердно занялся обучением и тактической подготовкой своего полка и постепенно распространил свой метод обучения на всю прусскую пехоту. Он ввёл однообразный калибр ружей, железный шомпол, усовершенствовал штык и обучил однообразному мерному шагу. Упростив приемы заряжания и введя строй в три шеренги, он добился того, что прусская пехота стала давать 5—6 выстрелов в минуту, тогда как австрийская делала 2—3.
В войне за испанское наследство в кампаниях 1702—1703 годов отличился при осадах Кейзейрверта, Венло и Бонна. В январе 1703 года стал кавалером ордена Чёрного орла.
20 сентября 1703 года, командуя вспомогательным прусским корпусом в армии принца Людвига Баденского, Леопольд участвовал в сражении при Гохштедте, где армия принца Баденского была разбита и бежала с поля битвы. Лишь один Леопольд сохранил порядок в корпусе и, построив его в каре, выдержал ряд атак конницы, чем спас от полного разгрома отступавшие войска.

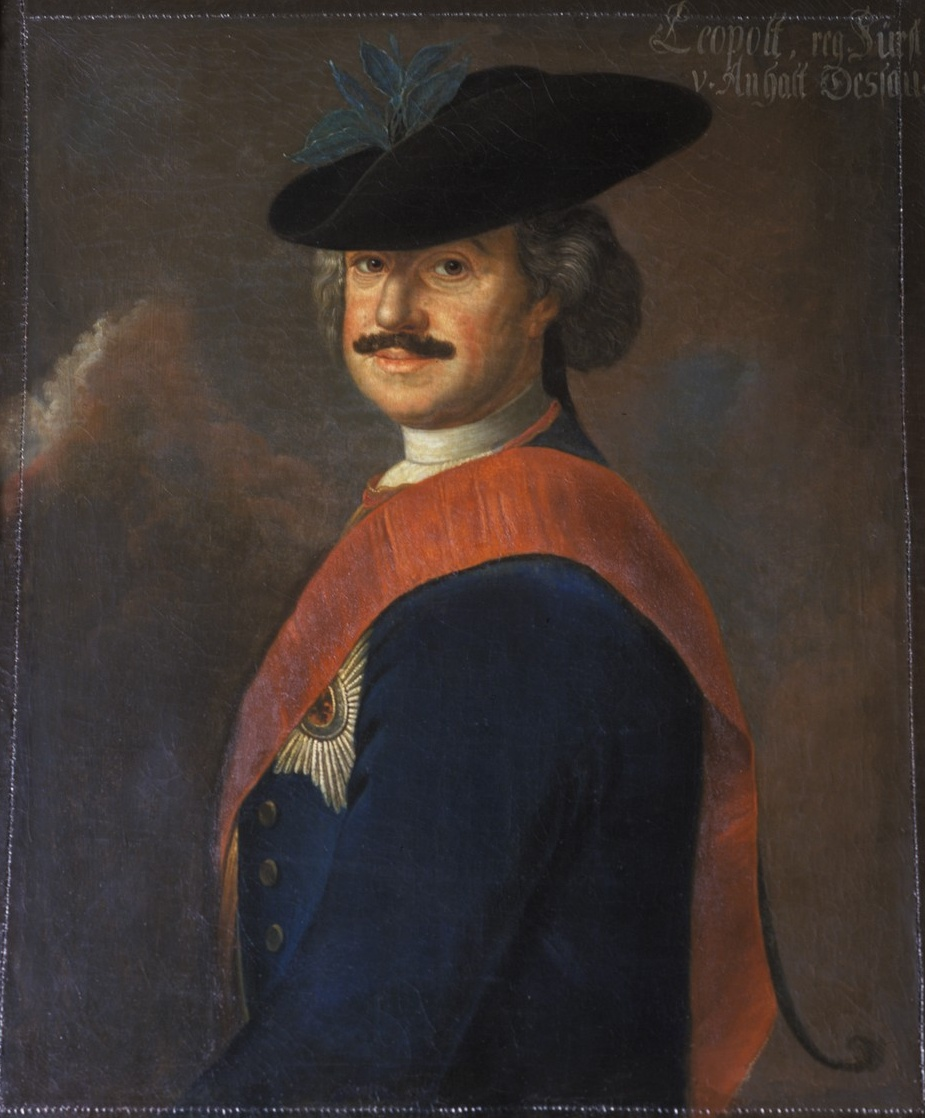
Леопольд I
(художник Бек, Якоб Самуэль)

В 1704 году Леопольд командовал прусскими войсками в Швабии, в армии принца Евгения Савойского. Во втором сражении при Гохштедте (13 августа), когда противник превосходящими силами обрушился на крыло, которым он командовал, увлёк войска и выиграл сражение.
Не менее славно было его участие во главе прусского вспомогательного корпуса в сражении при Кассано (1705 год), в котором Леопольд принял командование от раненого принца Евгения Савойского.
Леопольд действовал в Италии и Южной Франции совместно с принцем Евгением Савойским до 1708 года. Зимы Леопольд проводил обыкновенно в Берлине. Его оригинальная наружность, высокий рост, огромные усы, суровое лицо, громкий голос, неряшливая одежда и прямой, не склонный к придворным интригам, характер не способствовали его успеху при дворе. Он был отличный солдат, но плохой политик и придворный, вследствие чего его большое влияние на прусскую армию при короле Фридрихе I ослабло при Фридрихе-Вильгельме I и было совсем ничтожно при Фридрихе II. Крайне самолюбивый, он рассчитывал получить за поход в Италию и подвиги при Кассано и Турине чин генерал-фельдмаршала, он покинул прусскую службу, но скоро вернулся в неё и в 1710 году снова принял участие в войне с Францией, отличившись при осаде крепостей Дуэ и Ат.
По возвращении в Берлин 2 декабря 1712 года Леопольд получил, наконец, желанный им чин генерал-фельдмаршала и тайного военного советника. К этому же времени относится его знакомство с Петром Великим; те качества Леопольда, которые так не нравились берлинскому двору, совершенно очаровали Петра.
В 1715 году Леопольду было поручено командование войсками, действовавшими против шведов. Он действовал успешно, оттеснил шведов и взял крепость Штральзунд.
Затем в течение всего мирного царствования короля Фридриха-Вильгельма I Леопольд трудился над формированием и обучением прусской армии по своему образцу. Будучи хорошим инженером, он составил первый проект регламента для прусских инженеров, руководил постройкой многих крепостей и составил описание произведенных им осад. Сам прекрасный кавалерист, он учил конницу атаке с палашами, без стрельбы с коня. Но главной заслугой Леопольда является установление им железной дисциплины, сковавшей в одно целое весь сброд людей прусской вербованной армии. Палка явилась одним из главных средств воспитания солдат. Сам Леопольд был груб в обращении с генералами и офицерами и жесток с солдатами, но, несмотря на это, армия обожала его, ценя в нем качества полководца. В честь него тогда же был сочинен «марш Дессаусца», который был в ходу в германской армии до XX века.
Со вступлением на престол в 1740 году Фридриха II Леопольд хотя и сохранил за собой все должности и чины, но был отстранен от дел и лишь в 1745 году снова был призван на театр военных действий; его победы при Лейпциге и Кессельдорфе быстро привели австрийцев и саксонцев к миру в Дрездене.
Леопольд умер в 1747 году. Незадолго до смерти он по желанию короля составил записку «О развитии и судьбах прусской армии со времени Великого курфюрста».

## Потомки

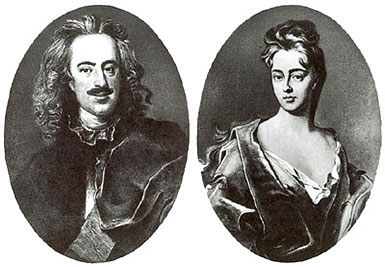
Леопольд и Анна Луиза

Жена: Анна Луиза Фёзе (1677—1745). Дети:
- Вильгельм Густав (1699—1737), родоначальник графов Ангальтских
- Леопольд Максимилиан (1700—1751), прусский генерал-фельдмаршал, наследовал своему отцу под именем Леопольда II
- Дитрих (1702—1769), прусский генерал-фельдмаршал
- Фридрих Генрих Евгений, (1705—1781), прусский генерал-майор, достиг на службе саксонского курфюрста звания фельдмаршала (1775)[2]
- Генриетта Мария Луиза (1707)
- Луиза (1709—1732), замужем за князем Виктором II Фридрихом Ангальт-Бернбургским (1700—1765)
- Мориц (1712—1760), прусский генерал-фельдмаршал
- Анна Вильгельмина (1715—1780)
- Леопольдина Мария (1716—1782), замужем за маркграфом Бранденбург-Шведтским Фридрихом Генрихом (1709—1788)
- Генриетта Амалия (1720—1793)

Также у него были незаконнорождённые дети от связи с Софией Элеонорой Зёльднер (1710—1779):
- Георг Генрих фон Беренхорст (1733—1814). Через Беренхорста князь Леопольд является прямым предком Манфреда Рихтгофена (1892—1918).
- Карл Франц Беренхорст (1735—1804)